# Henri Diamant-Berger

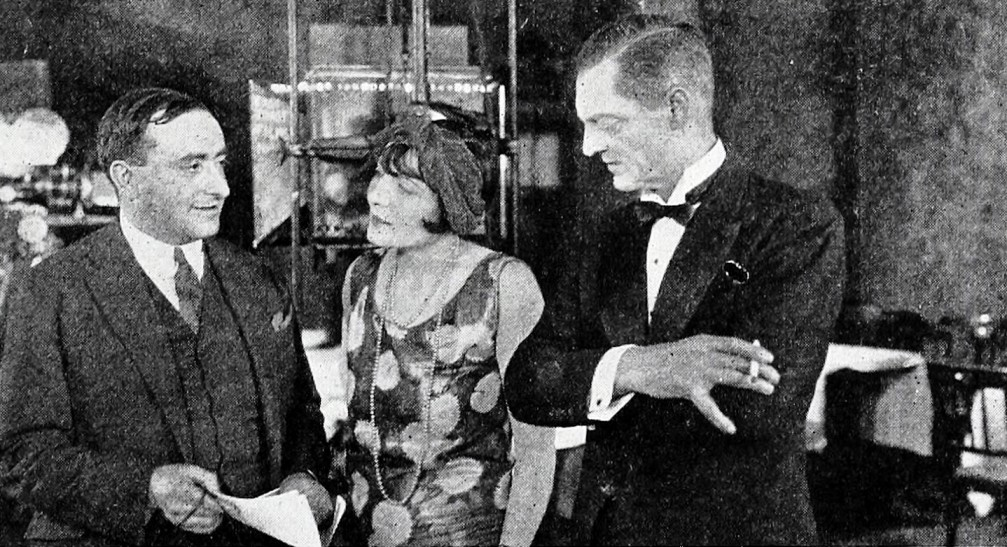
Fragmento de la película Fifty-Fifty (1925) en donde el director Henri Diamant-Berger discute una escena con Louise Glaum y Lionel Barrymore.

Henri Diamant-Berger (París 9 de junio de 1895 - 7 de mayo de 1972) fue un director de cine francés, productor y guionista. En una carrera que duró más de 50 años, dirigió 48 películas entre 1913 y 1959, elaboró 17 entre 1925 y 1967 y escribió 21 guiones entre 1916 y 1971.

## Biografía
Nacido en París en el seno de una familia judía estudió para ser un abogado, pero se sintió atraído por el mundo del cine. Comenzó su carrera cuando en 1913 codirigió con André Heuzé el corto En aiguilles. Además de escribir guiones cinematográficos, durante el período 1916-1919 también editó una revista de cine y libros sobre el cine. En 1918, fue contratado por Pathé y enviado a Estados Unidos para ayudar a configurar un laboratorio cinematográfico de la compañía en Fort Lee, Nueva Jersey. A su regreso a Francia, Pathé le encomendó la creación de un laboratorio en Vincennes, así como la organización de un estudio de cine en Boulogne-Billancourt.
En 1921 Diamant-Berger dirigió el mediometraje (de 26 minutos de duración) Les Trois Mousquetaires (Los tres mosqueteros), una de las dos versiones de la célebre novela de Alexandre Dumas que llevó por título Los tres mosqueteros en libertad: la otra fue protagonizada por Douglas Fairbanks, siendo una versión mucho más larga que tenía 119 minutos de metraje. Durante un corto período de tiempo a mediados de los años 1920, trabajó como director en EE. UU. con títulos como el drama Fifty-Fifty (1925), protagonizado por Lionel Barrymore. En 1927 también dirigió la película muda Éducation de Prince, y a finales de la década llevó a cabo con éxito la transición al cine sonoro.
A través de su conexión con Barrymore, Diamant-Berger adquirió los derechos para el cine de una obra producida en Broadway en 1921 escrita por la exesposa de John Barrymore, Blanche Oelrichs. Su versión cinematográfica francesa llevó por título Clair de lune (1932), y fue protagonizada por Claude Dauphin y Blanche Montel. Entre sus películas sonoras más notables figura un remake de Les Trois Mousquetaires (1933), una epopeya de seis horas de duración para la que escribió la adaptación a la pantalla y en la que se utilizó a la mayor parte del mismo elenco de la versión muda de 1921. Otros esfuerzos como director suyos incluyen dos películas detectivescas sobre Arsenio Lupin en 1937. Sin embargo, después de dirigir Tourbillon de París en 1939, tuvo que mantenerse alejado durante ocho años de la actividad cinematográfica debido a la Segunda Guerra Mundial. En 1951 dirigió el aclamado drama Monsieur Fabre, protagonizado por Pierre Fresnay.
Durante la década de los sesenta se dedicó exclusivamente a producir una serie de películas que funcionaron muy bien en taquilla, con títulos como La Belle Américaine (1961), Un drôle de Paroissien (1963) y Allez France! (1966).
Henri Diamant-Berger murió a los 76 años en París.

## Guiones
- Debout les morts!
- The Little Cafe (1919)
- Ma tante d'Honfleur
- Général, à vos ordres
- Tout s'arrange
- The Unknown Singer
- The Miracle Child
- L'argent par les fenêtres
- Three Musketeers
- Lovers and Thieves
- Arsene Lupin, Detective
- The Unknown Singer
- Maxim's Porter
- La madone des sleepings
- Mon curé chez les pauvres
- It Happened on the 36 Candles
- The Bureaucrats